# Gare de Vila Clarice
La gare de Vila Clarice (en portugais Estação Vila Clarice) est une gare ferroviaire de la ligne 7 (Rubis) de la Companhia Paulista de Trens Metropolitanos (CTPM). Elle est située place Comandante Souza Cruz dans le quartier de Pirituba à São Paulo, au Brésil.

## Situation ferroviaire

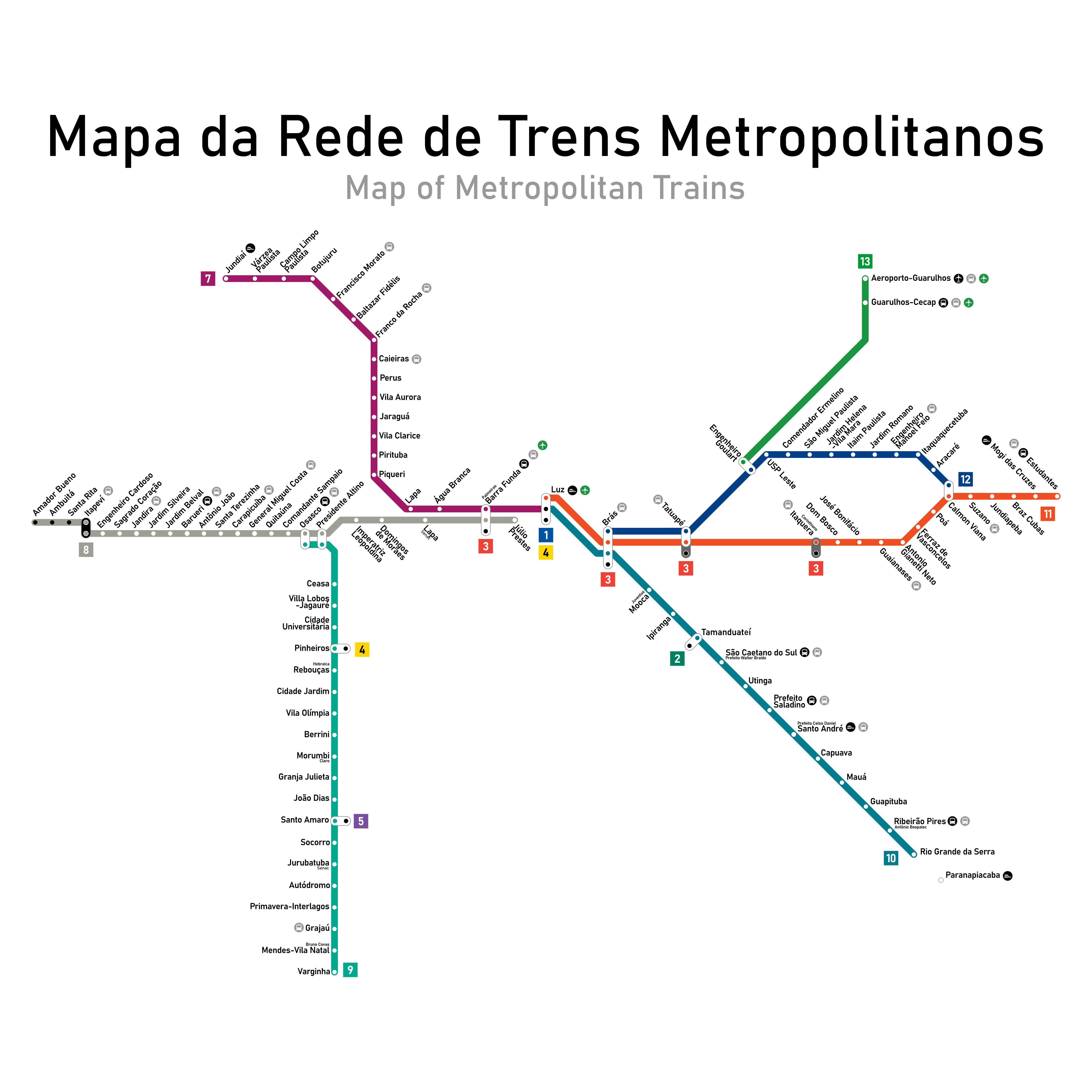
Plan des lignes de la CPTM (2020).

Établie à 790 mètres d'altitude, la gare d'Água Branca est située sur la ligne 7 (Rubis) de la Companhia Paulista de Trens Metropolitanos (CTPM), entre la gare de Pirituba, en direction de la gare terminus de Brás, et la gare de Jaraguá, en direction de la gare terminus de Jundiaí. 

## Histoire
La gare d'Água Branca est mise en service le 16 février 1867, par le São Paulo Railway (SPR), lors de l'inauguration de la première ligne de chemin de fer de São Paulo reliant Santos et Jundiaí.